# Roumaïta
La roumaïta és un mineral de la classe dels silicats, que pertany al grup de la rinkita. Rep el nom de l'illa de Rouma, a Guinea, on va ser descoberta.

## Característiques
La roumaïta és un sorosilicat de fórmula química (Ca,Na,REE,◻)₇(Nb,Ti)[Si₂O₇]₂OF₃. Va ser aprovada com a espècie vàlida per l'Associació Mineralògica Internacional l'any 2008. Cristal·litza en el sistema monoclínic.

## Formació i jaciments
Va ser descoberta a l'illa de Rouma, una de les illes que formen part de l'arxipèlag de Los, a Guinea. Es tracta de l'únic indret de tot el planeta on ha estat descrita aquesta espècie mineral.